# Röjeråsen
Röjeråsen (rättviksmål Reråsn) är en småort belägen på en ås 5 km norr om Vikarbyn, i Rättviks socken, Rättviks kommun, Dalarnas län.

## Orten
Röjeråsen består av flera numera sammanväxta bydelar. Liden och Flinkgårdarna bildar den nedre delen av byn. Övre byn är det ursprungliga Röjeråsen. Byns högst belägna del, Holen, ligger ca 330 m över havet och 170 m över Siljan. Holen var troligen den tidigast bebyggda delen av Röjeråsen. Genom byn går Allmänvägen, eller Allemansvägen som den också kallades. Vägen utgjorde förr den naturliga huvudvägen och förbindelseleden mellan orterna norr respektive söder om Siljan. Allmänvägen fick militär status som kungsväg på 1600-talet.

## Etymologi
På rättviksmål heter byn ”Reråsn” och namnet kan ha samma ursprung som Rejsjön och Rejån, nämligen från den dialektala benämningen på vass (rär). Ett alternativt ursprung skulle kunna härledas ur substantivet ”ria” – en lada eller litet hus med eldstad, där man torkade säd. Förr fanns gott om sådana torkhus intill åkrarna i Röjeråsen.
Holen är ett vanligt namn i Dalarna och är oftast benämningen på den högst belägna delen i en by. Liden kommer ur lid som betyder sluttning eller bergssida. Ursprunget till bynamnet Flinkgårdarna är de två gårdarna till släkterna Flink (nuvarande Rastmans och Hampus) på ömse sidor om vägen mot Tammeråsen. 

## Historia

### Förhistorisk tid
Fäbodväsendet är uråldrigt och enligt en muntlig tradition skall de första röjeråsborna ha varit utflyttade bönder från Viken (Vikarbyn) som till en början använde åsen som fäbodar.
Det finns ett antal bevarade fångstgropar runt Röjeråsen. Djurfångst med gropar har förekommit sedan stenåldern och förbjöds i lag först 1864.

### Medeltiden
Rättviks kyrka byggdes troligen någon gång mellan 1325 och 1350 och sannolikt bildades Rättviks socken strax därefter. Flera rättviksbyar som t.ex. Glistjärna, Söderås, Lerdal, Nittsjö och Sätra omnämns i medeltida dombrev så tidigt som 1320. Troligen fanns det bofasta invånare även i Röjeråsen vid denna tid, även om dessa människor inte lämnat några spår efter sig i arkiven. 
1500-talet var på det hela taget en bra tid i Sverige med snabb befolkningstillväxt. Man bröt mark för nyodling och det var också vid denna tid gårdarna började byggas i den karaktäristiska fyrkantformen. Genom hemmansklyvningen och flerhushållet växte gårdarna ut till klungor och byarna började ta form. Det är sannolikt att Holen, vissa klungor i mellersta och norra delarna av övre byn samt de centrala delarna av Liden hade bykaraktär redan under 1500-talet. Gamla anor har också en annan, numera obebyggd del av övre byn, nämligen Lindgårdarna (rättviksmål Lindorne) som låg norr om Vallen. En husgrund med rester av en jordkällare är allt som återstår av denna bebyggelse. Utefter den gamla, numera delvis igenväxta Kyrkvägen (rättviksmål Tjôrkgâtu) i övre byn, låg förr en hel klunga gårdar som nu alla är borta. En annan övergiven bydel är Åsen som låg utefter den gamla vägen, ungefär halvvägs mot Västbjörka. Namnet lever kvar i ”Åstäppan” och ”Åsåkrarna”. Även här finns vissa rester kvar som visar var gårdarna har legat.
Namnet Röjeråsen förekommer första gången i skrift i jordeböckerna från Gustav Vasas tid. I skattelängden 1541 omnämns t. ex. en Holle Erik i Röjeråsen, det vill säga skattebonden Erik, som bodde på Holen. 1545 års längd berättar om Lasse och Hans i Lidh (Liden). År 1549 fanns 12 skattehemman i Röjeråsen och Liden tillsammans. Ett skattehemman omfattade ofta storfamiljer med flera hushåll under en och samma husbonde.

### 1600-talet
Från senare delen av 1600-talet finns flera källor med uppgifter om byn och dess innevånare. De äldsta kartorna över Rättviks socken, Hans Anderssons karta från 1667 och Göran Holstenssons karta från 1668, har bägge 17 gårdsmarkeringar för Röjeråsen. Som jämförelse kan nämnas att Vikarbyn endast hade 12 gårdar vid samma tid. Den första husförhörslängden från Rättviks församling daterar sig från 1680-talet. Husförhörslängderna ger möjlighet att mera exakt beräkna antalet invånare. År 1680 omfattade byn tre delar: Röjeråsen (övre byn inklusive Lindorne och Holen) med 21 hushåll och sammanlagt ca 130 invånare. Liden hade vid samma tid 10 hushåll och ca 40 personer och Åsen 3 hushåll om sammanlagt 12 personer. 
De första husförhörslängderna berättar också om den krigiska stormaktstiden. Särskilt i Liden fanns förr många soldater. I den äldsta längden bokförs 197 rättvikare som ”förreste till Pommern och annorstädes ifron Sochnen skingradhe”. Pommern var svenskt sedan westfaliska freden 1648. Några av dessa emigranter var röjeråsbor. Flera unga bybor stupade eller dukade under i olika farsoter i samband med kriget mot danskarna 1676-78. Sju röjeråssoldater antecknas döda ”in Scania” (i Skåne). Under 1690-talet inträffade flera missväxtår. I dödböckerna från denna tid anges ofta svält som dödsorsak.
Ett av 1600-talets mörkare inslag var trolldomsväsendet och häxprocesserna. Även Röjeråsen drabbades av vidskepelsen. Några barn i byn anklagade den gamla och svårt sjuka soldatänkan Anna för häxeri. Trots alla beskyllningar och prästens uppmaningar att göra en sann bekännelse vidhöll hon att hon var oskyldig. Hon fick också till slut nattvarden och kunde dö absolverad (utan skuld).

### 1700-talet
1700-talet innebar en kraftig befolkningsökning. Omkring 1770 var befolkningen nära nog fördubblad jämfört med vid seklets början. Efter ett par stränga vintrar och efterföljande missväxt inträffade åren 1772-1774 hungersnöd och svåra sjukdomsepidemier bröt ut. År 1773 dog ungefär var tionde av Röjeråsens ca 300 bybor. Byns centralpunkt i äldre tider var storhemmanet Gålämôs (Gårdens), som låg på västra sidan om Vallvägen i övre byn. Gården, som omfattade ett stort antal hus, ägdes och beboddes av släkterna Vilkens och Hanses. I Gålämôs fanns byns handelsbod och där inrymdes en tid även byskolan. Gården hade inte mindre än 7 st härbren. Idag finns bara rester efter några husgrunder kvar. En av gårdens mer bemärkta personer var Hanses Anders Ersson (1758–1826). Han hade öknamnet "Liuten" (uttalas Jotn) = Hanses-djävuln. Genom sin enastående affärsbegåvning och närmast osannolika tur, ansåg röjeråsborna honom stå i förbund med "den onde" – han hade "spirtusn". Hanses Anders var förutom handelsman även bankir – han lånade ut pengar mot hög ränta. De som inte klarade av att betala tillbaka lånen fick ofta lämna ifrån sig allt de ägde och hade. Hanses Anders blev med tiden mycket rik och egendomen, Röjeråsen nr 32, kom att omfatta en stor del av övre byns odlade jord samt stora skogsarealer. På sin dödsbädd berättade Hanses Anders för sina barn och barnbarn att han grävt ner en tunna med silverpengar under stallgolvet. 

### 1800-talet och modern tid
1800-talet innebar på många sätt en ny tid för byn, som fortsatte att växa till en av socknens största. Många nya hus och gårdar byggdes, särskilt i övre byn. Ny åkermark bröts. Flera myrar i byns närhet, t. ex. Rejsjömyren, dikades ut för att ge foder till kreaturen. Ett viktigt dokument i Röjeråsens historia är storskifteskartan och därtill hörande handlingar från år 1834. Av kartan framgår att stora delar av övre byn fortfarande var obebyggd vid denna tid. Befolkningstillväxten under 1800-talets senare del var mycket snabb. Två skolor byggdes under 1880-talet. Befolkningen hade vid 1800-talets slut växt till över 500 personer. Byn hade blivit för trång och många unga människor, ibland hela familjer, flyttade ut från byn, de flesta till södra Dalarna, Stockholm och även Nordamerika.
Byn fortsatte att utvecklas under 1900-talet och hade ett tag flera affärer. Hanses Anders Andersson (Viltjamôs Andôs) hade affär i det som idag är Björkgården i övre byn. Under 1910-talet startade även Vikarby Handelsaktiebolag en filial i Röjeråsen. Denna förestods av Sand Oskar Olsson. När Hanses Anders Andersson slutade som handelsman drev Kooperativa en tid affär i lokalerna. Ett nytt Kooperativa byggdes, men drevs bara några årtionden innan det upphörde i början av 1960-talet. Sand Oskars son, Bengt Sand, drev tillsammans med sin fru Lilian byns sista affär under olika namn tills denna slutligen lades ner 1986. Även skolorna är avvecklade sedan länge; småskolan upphörde efter vårterminen 1957 och folkskolan bara något år senare. Bägge skolhusen är numera privatbostäder. Vid bussvändplanen i övre byn fanns även Multi-Divi, en fabrik som tillverkade ett tabellverk med samma namn – en sorts föregångare till miniräknaren. Även Multi-Divi ägdes av Wilken. Många röjeråsbor har varit anställda vid fabriken, som byggdes i mitten av 1940-talet och hade en kort men intensiv verksamhet. De sista åren var fabriken snickeri innan lokalerna förstördes genom eldsvåda i januari 1979.
1959 anlades byns ishockeyplan på Mossen (rättviksmål Môsin), till stor del med hjälp av frivilliga insatser. Tidigare hade man fått åka skridskor på Rejsjön. Röjeråsens Sportklubb fick då ett uppsving, som har hållit i sig ända in på 2000-talet. Sommartid används planen för fotboll och brännboll. En del av planen är ridbana.

## Sevärdheter
Båkanås Gran, eller Lindgranen, är ett exempel på en säregen mutationsform hos gran. Den kallas kandelabergran. Namnet kommer från de bekanta kandelaberljusstakarna med sju eller nio mjukt uppåtböjda armar. Kandelabergranar är sällsynta i Sverige, men de förekommer över hela landet. Båkanås Gran fridlystes som naturminne 1979.
Röjeråsens trefaldighetskälla finns vid Holen.
Ett landmärke i byn var länge utsiktstornet, byggt 1928–1929 på initiativ av ingenjören och uppfinnaren Wilken Wilkenson. Tornet var under flera decennier ett populärt turistmål, men fick därefter förfalla och revs slutligen i februari 2008. Tornets historia går att läsa på släkten Wilkensons webbplats.